# Carmen (película de 1943)
Carmen es una película argentina en blanco y negro de 1943 dirigida y escrita por Luis César Amadori.Sus intérpretes principales fueron Niní Marshall, Juan José Padilla, Manolo Perales, Adrián Cúneo y Carlos Tajes.
El guion fue también escrito en colaboración con Tito Insausti y Arnaldo Malfatti sobre el argumento de Heno Meilhac y Ludovic Haleví según sobre la obra homónima de Próspero Mérimée. La música estuvo a cargo de Mario Maurano.

## Sinopsis
Una modesta empleada de sastrería teatral, Niní Rodríguez (Niní Marshall), decide terminar a contra reloj el vestido para "La Manccinelli", quien interpretará a Carmen en breve. Llega en el último minuto al teatro y para ese momento "La Manccinelli" ya había decido utilizar el mismo del año pasado.  Como Niní es muy maltratada por "La Manccinelli" y su asistente, ambas comienzan una discusión que termina en una fuerte pelea arriba del escenario en plena función de Carmen. En la misma, Niní recibe un golpe muy fuerte en una caída por una escalera y a partir de ahí sueña que ella es Carmen, la famosa cigarrera de Sevilla.

## Reparto
- Niní Marshall: Carmen Rodríguez
- Juan José Padilla: El Matador Escamillo
- Manolo Perales: "El Remendao"
- Adrián Cúneo: Adrián
- Carlos Tajes: Brigadier Don José Navarro
- Nelly Darén: Micaela
- Juan José Piñeiro: Capitán Zúñiga
- Olga Cortese
- Ellen Pardy
- Francisco Arizio
- Lola Granados
- Benjamin Perdiguero
- Emilio Ariño
- Ángel Acevedo
- Enrique Zuarez
- Vicente Enhart
- Luis García Bosch
- Mario Galván
- Ángel Calero
- Luis Gago
- Nicolás Taricano
- Fausto Padín

## Comentarios
La crónica del ABC de Madrid sobre el filme decía:

”Abundan las escenas llevadas con mucha gracia en las cuales la composición y el diálogo forman afortunada unidad… Una jocunda crítica a la españolada, llevando a extremos el caudal de lo pintoresco.”

Manrupe y Portela escriben que se trata de:

”Una de las comedias más ambiciosas del cine de Amadori. Una vuelta de tuerca muy efectiva a la famosa ópera, gran éxito para Niní Marshall y algunas referencias a la actualidad bastante graciosas.”